# Otto Krompholz
Otto Krompholz (Třemošná, 3 febbraio 1899 – ...) è stato un calciatore cecoslovacco, di ruolo centrocampista.

## Carriera

### Nazionale
Il 25 maggio 1924 debutta in Nazionale giocando contro la Turchia (2-5) ai giochi olimpici di Parigi. Esce fuori dal giro della Nazionale per un paio d'anni, giocando la sua seconda ed ultima partita il 28 giugno 1926 in un'amichevole con la Jugoslavia vinta 6-2.